# Back from Beyond
Back from Beyond es el tercer álbum de estudio de la banda estadounidense de death metal, Massacre. Fue lanzado el 24 de marzo de 2014 por el sello Century Media Records. En este álbum debuta el vocalista Edwin Webb en reemplazo de Kam Lee.
- Datos: Q25408646